# 다중 종교 소속
다중 종교 소속(Multiple religious belonging) 또는 종교적 다중 소속은 한 사람이 여러개의 종교를 가지는 것이다. 줄여서 다중 소속 (Multiple belonging)이라고도 한다. 다중 소속을 가진 종교인들이 늘어나고 있다.

## 같이 보기
- 기독교와 타종교들
- 종교다원주의
- 이은재